# Karel Mezera
Karel Mezera (16. července 1911 Týn nad Vltavou – 26. února 1988 Praha) byl český malíř a restaurátor.

## Život
V letech 1938 až 1943 studoval na Uměleckoprůmyslové škole v Praze, (profesoři František Kysela a Josef Novák). Dělal asistenta profesoru Janu Bauchovi a zdokonalil techniku štukolustru. V roce 1955 koupil Sutnarovu vilu ve funkcionalistické kolonií Baba v pražských Dejvicích, která pak byla v roce 2000 prohlášena za nemovitou kulturní památku. Působil v Českém fondu výtvarných umění a byl členem Svazu českých výtvarných umělců (SČVU). Jeho dcerou je akademická malířka Klára Šafářová - Mezerová.

## Dílo

### Malby
V 70. a 80. letech 20. stol. namaloval ve spolupráci se svojí dcerou nové obrazy do kapliček na hřbitově v Albrechticích nad Vltavou. Ty pak byly v roce 2007 sejmuty a byly restaurovány obrazy původní.

### Ilustrace
- František Smažík: Ochotnické divadelnictví v přehledech a obrazech
- O. Mališ a kol.:Travopolní soustava v obrazech

### Restaurátorské práce
- Obraz Svatá rodina od M. V. Halbaxe v kostele Panny Marie před Týnem[6]
- Restaurování fresek od V.V. Reinera v kostele sv. Jiljí v Praze[7][8]
- Restaurování pozdně gotické výzdoby "svatební síně" na hradě Zvíkov v roce 1976[9]